# Ralph Plaisted
Ralph Plaisted (30 de setembro de 1927 – 8 de setembro de 2008) foi um explorador polar estadunidense. Junto de seus acompanhantes Walt Pederson, Gerry Pitzl e Jean-Luc Bombardier, se tornou a primeira pessoa a comprovadamente chegar ao Polo Norte em 19 de abril de 1968.